# Aphonopelma latens
Aphonopelma latens är en spindelart som först beskrevs av Chamberlin 1917.  Aphonopelma latens ingår i släktet Aphonopelma och familjen fågelspindlar. Inga underarter finns listade i Catalogue of Life.